# Excite Truck
Excite Truck is een racespel exclusief ontwikkeld voor de Wii.
In dit spel is het niet de bedoeling om als eerste de finish te bereiken, zoals in de meeste racespellen, maar om de meeste sterren te verzamelen. Deze kan men krijgen door stunts te doen.